# Herrarnas C-1 1000 meter i kanotsport vid olympiska sommarspelen 1972
Herrarnas C-1 1000 meter vid olympiska sommarspelen 1972 hölls i Västtyskland. 

## Medaljörer
| Gren            | Guld                     | Silver                | Brons                    |
| C-1, 1000 meter | Ivan Patzaichin Rumänien | Tamás Wichmann Ungern | Detlef Lewe Västtyskland |

## Resultat

### Heat
| Heat 1 |                            |         |    |
| 1.     | Tamás Wichmann (HUN)       | 4:29,01 | QF |
| 2.     | Boris Ljubenov (BUL)       | 4:32,03 | QF |
| 3.     | Jerzy Opara (POL)          | 4:32,39 | QF |
| 4.     | Roberto Altamirano (MEX)   | 4:34,52 | QS |
| 5.     | András Törő (USA)          | 4:39,92 | QS |
| 6.     | Jiří Čtvrtečka (TCH)       | 4:54,56 | QS |
| 7.     | John Wood (CAN)            | 4:56,70 | QS |
| Heat 2 |                            |         |    |
| 1.     | Detlef Lewe (FRG)          | 4:31,79 | QF |
| 2.     | Vasilij Jurtjenko (URS)    | 4:33,34 | QF |
| 3.     | Dirk Weise (GDR)           | 4:41,04 | QF |
| 4.     | Jean-François Millot (FRA) | 4:52,30 | QS |
| 5.     | Tetsumasa Yamaguchi (JPN)  | 4:53,66 | QS |
| 6.     | Ivan Patzaichin (ROU)      | 6:34,65 | QS |

### Semifinal
| 1. | Ivan Patzaichin (ROU)      | 4:11,90 | QF |
| 2. | Jiří Čtvrtečka (TCH)       | 4:14,99 | QF |
| 3. | Roberto Altamirano (MEX)   | 4:15,24 | QF |
| 4. | Jean-François Millot (FRA) | 4:20,70 |    |
| 5. | John Wood (CAN)            | 4:24,40 |    |
| 6. | András Törő (USA)          | 4:25,23 |    |
| 7. | Tetsumasa Yamaguchi (JPN)  | 4:36,34 |    |

### Final
| Gold   | Ivan Patzaichin (ROU)    | 4:08,94 |
| Silver | Tamás Wichmann (HUN)     | 4:12,42 |
| Bronze | Detlef Lewe (FRG)        | 4:13,63 |
| 4.     | Dirk Weise (GDR)         | 4:14,38 |
| 5.     | Vasilij Jurtjenko (URS)  | 4:14,43 |
| 6.     | Boris Ljubenov (BUL)     | 4:14,65 |
| 7.     | Jiří Čtvrtečka (TCH)     | 4:14,98 |
| 8.     | Roberto Altamirano (MEX) | 4:20,39 |
| 9.     | Jerzy Opara (POL)        | 4:21,05 |